# FN:s internationella veckor
FN har initierat ett antal temaveckor, det vill säga internationella veckor med särskilda teman.

## FN:s internationella veckor[1]

### 1-7 februari
- Interreligiös vecka för harmoni

### 21-27 mars
- Solidaritetsveckan för folk som kämpar mot rasism och rasdiskriminering

### 25-31 maj
- Solidaritetsveckan med folk i koloniområden, som kämpar för frihet, självständighet och mänskliga rättigheter

### 1-7 augusti
- Världens amningsvecka

### 4-10 oktober
- Världsrymdens vecka

### 24-30 oktober
- Nedrustningsveckan

### 11-17 november
- Internationell vecka för vetenskap och fred

## Andra tidsrelaterade FN-teman
- Förenta nationernas internationella dagar
- Förenta nationernas internationella år
- FN:s internationella årtionden